# Earl of Listowel

Wappen der Earls of Listowel

Earl of Listowel ist ein erblicher britischer Adelstitel in der Peerage of Ireland, benannt nach der Stadt Listowel im County Kerry.
Familiensitz der Earls war bis 1924 Convamore House bei Ballyhooly im County Cork in Irland.

## Verleihung und nachgeordnete Titel
Der Titel wurde am 5. Februar 1822 für den irischen Politiker William Hare, 1. Viscount Ennismore and Listowel geschaffen. Dieser war bereits am 31. Juli 1800 zum Baron Ennismore, of Ennismore in the County of Kerry, und am 15. Januar 1816 zum Viscount Ennismore and Listowel erhoben worden. Beide Titel gehören ebenfalls zur Peerage of Ireland und werden seither als nachgeordnete Titel zur Earlswürde geführt.
Sein Enkel, der 3. Earl, erhielt am 8. Dezember 1869 den weiteren nachgeordneten Titel eines Baron Hare, of Convamore in the County of Cork, der zur Peerage of the United Kingdom gehört. Dieser Titel war bis 1999 mit einem erblichen Sitz im House of Lords verbunden.
Der Heir apparent des jeweiligen Earls führt den Höflichkeitstitel Viscount Ennismore.

## Liste der Earls of Listowel (1822)
- William Hare, 1. Earl of Listowel (1751–1837)
- William Hare, 2. Earl of Listowel (1801–1856)
- William Hare, 3. Earl of Listowel (1833–1924)
- Richard Hare, 4. Earl of Listowel (1866–1931)
- William Hare, 5. Earl of Listowel (1906–1997)
- Francis Hare, 6. Earl of Listowel (* 1964)

Mutmaßlicher Titelerbe (Heir Presumptive) ist der Bruder des jetzigen Earls, Hon. Timothy Patrick Hare (* 1966).